# Stephanopis cambridgei
Stephanopis cambridgei es una especie de araña del género Stephanopis, familia Thomisidae.

## Distribución
Se distribuye por Australia (Australia Meridional, Queensland, Nueva Gales del Sur, Victoria, Tasmania).

## Taxonomía
Fue descrita por Thorell en 1870.
Tratamiento taxonómico
La especie aparece registrada y publicada en L. Koch 1876a: 744, pl. 65, f. 3.